# Eriogonum pendulum
Eriogonum pendulum är en slideväxtart som beskrevs av S. Wats.. Eriogonum pendulum ingår i släktet Eriogonum och familjen slideväxter. Inga underarter finns listade i Catalogue of Life.